# Corval (Reguengos de Monsaraz)
Corval es una freguesia portuguesa del concelho de Reguengos de Monsaraz, con 96,41 km² de superficie y 1.578 habitantes (2001). Su densidad de población es de 16,6 hab/km².